# Státní území

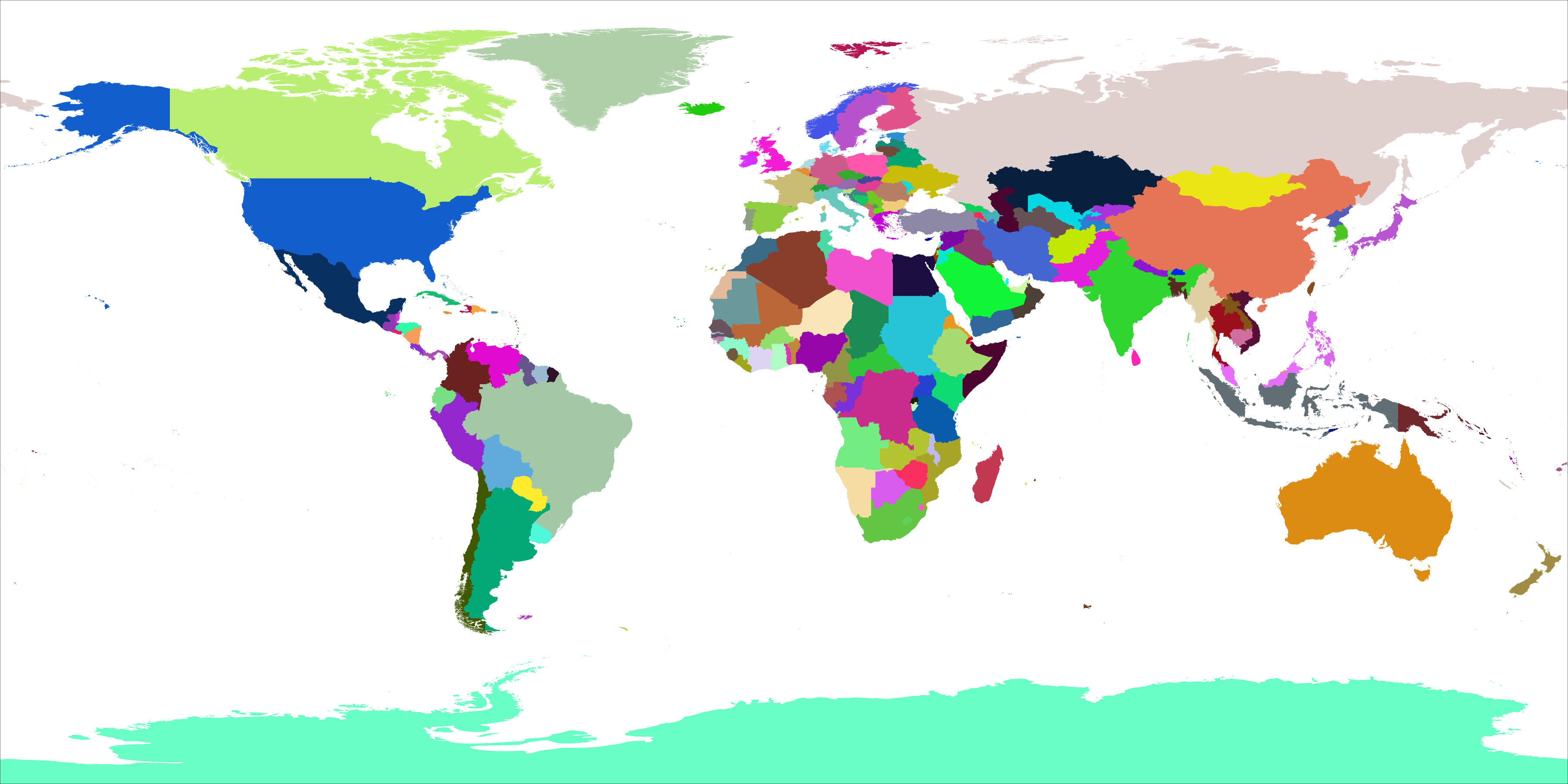
Mapa světa s vyznačením hranic území jednotlivých států (stav k roku 2009).

Státní území je konstitutivním prvkem státu, bez něj by stát nemohl existovat. Dalšími takovými prvky jsou obyvatelstvo nebo státní moc. Státní území ohraničuje státní hranice.

## Vymezení státního území
Mezinárodní právo nestanoví žádné požadavky na velikost státního území, aby mohlo jít o stát funkční a mezinárodním společenstvím uznávaný. Existují tak státy veliké, jako je např. Rusko nebo Čína, i tzv. mikrostáty s územím minimálním, např. Lichtenštejnsko nebo Vatikán. Státní území je třírozměrný prostor, tvoří ho jak suchozemský povrch a vodní hladiny, tak prostor nad i pod zemským povrchem (zemské nitro a vzdušný prostor). Jeho součástí ale nejsou lodi a letadla mimo něj, ačkoli nad nimi vykonává tzv. územní výsost.

## Způsoby nabytí a pozbytí státního území
Státní území může stát nabýt prvotně (originárně) nebo odvozeně (derivativně). Originární je nabytí „země bez pána“ (terra nullius), a to prvotní okupací či rozšířením státní suverenity nad zemský přírůstek (např. poldery v Nizozemí). Za terra nullius se v minulosti chápala především území v Africe, Austrálii či Americe, které ačkoli byly osídleny, tak nebyly považovány za území ovládaná určitým státem. Dnes již takové nabytí není reálné, protože u území Antarktidy bylo dohodnuto jeho ponechání jako nadnárodního území vědeckým účelům a protože dna oceánů nebo kosmický prostor a nebeská tělesa jsou brána za společné dědictví lidstva.
Derivativně se nabývá území, které již podléhalo státu jinému. Je to možné:
- cesí (postoupením) – mezinárodní smlouvu jeden stát převede část svého území na stát jiný, jak tomu bylo např. v případě postoupení Podkarpatské Rusi Sovětskému svazu ze strany Československa v roce 1945
- adjudikací (přisouzením) – stát nabyde dané území na základě rozhodnutí mezinárodního orgánu, tak např. získalo Československo v roce 1920 část Těšínska
- vydržením – jestliže stát vykonává svou moc nad částí území cizího státu dlouhodobě a s úmyslem zde vystupovat jako suverén; někdy je bráno za nabytí originární

Dříve se za dovolený způsob nabytí považovala i anexe, tedy násilné a jednostranné připojení části území státu, který byl vojensky poražen. Dnes však již jde díky čl. 2 odst. 4 Charty OSN o nedovolený způsob.
Kromě uvedeným způsobů a kromě zániku celého státu pak může dojít ke ztrátě státního území i derelikcí, tedy pokud dosavadní suverén určité území opustí s úmyslem se ho definitivně vzdát, tím by se z daného území stalo „území bez pána“. Ztrátou také může být secese (odtržení), jestliže se na části státního území vytvoří stát jiný (např. odtržení Bangladéše od Pákistánu v roce 1971).